# ノーベル平和賞
ノーベル平和賞（、ノルウェー語: Nobels fredspris）は、ノーベル賞の一部門で、アルフレッド・ノーベルの遺言によって創設された5部門のうちの一つ。

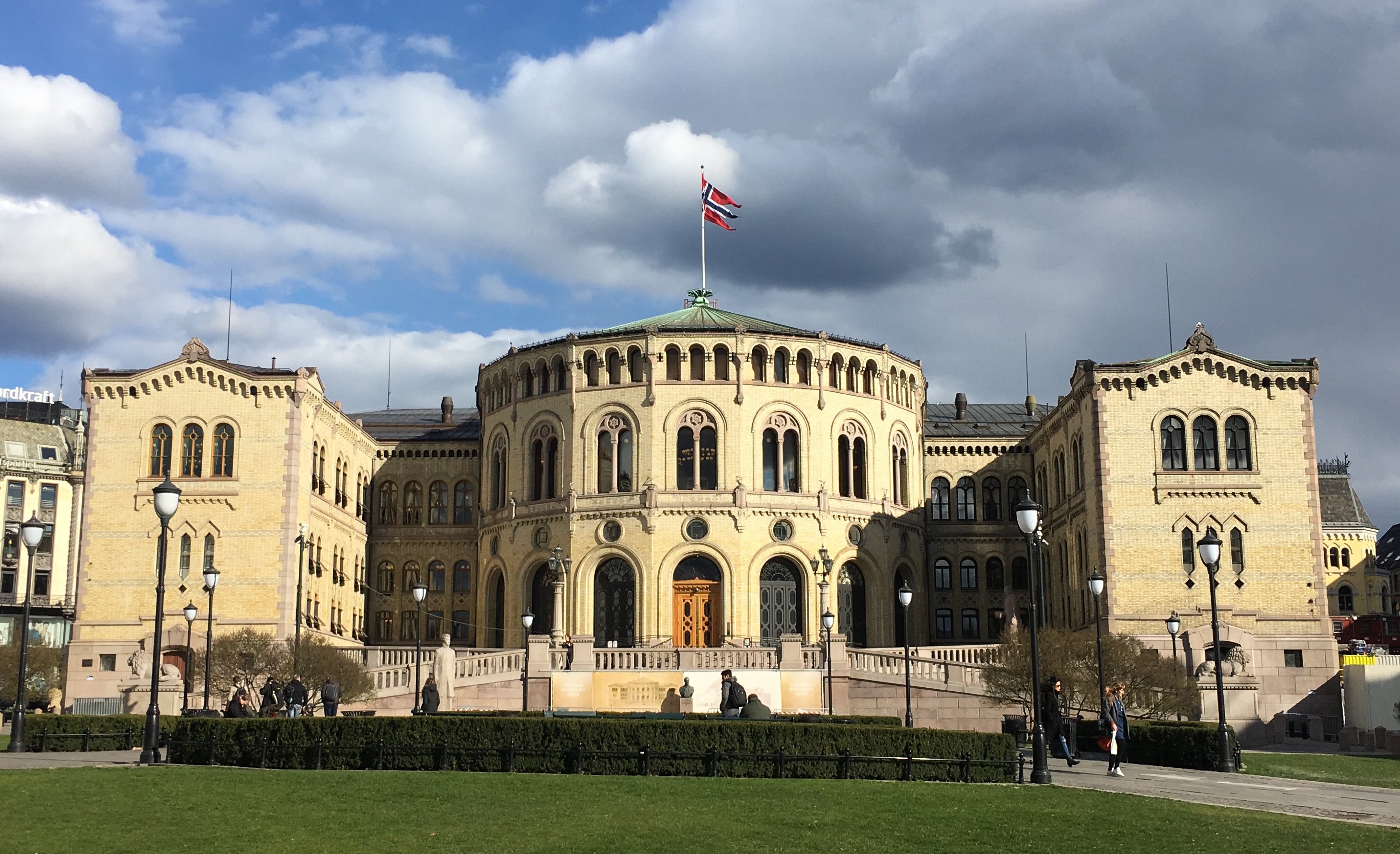
ノーベル平和賞受賞者を決定するノルウェー議会

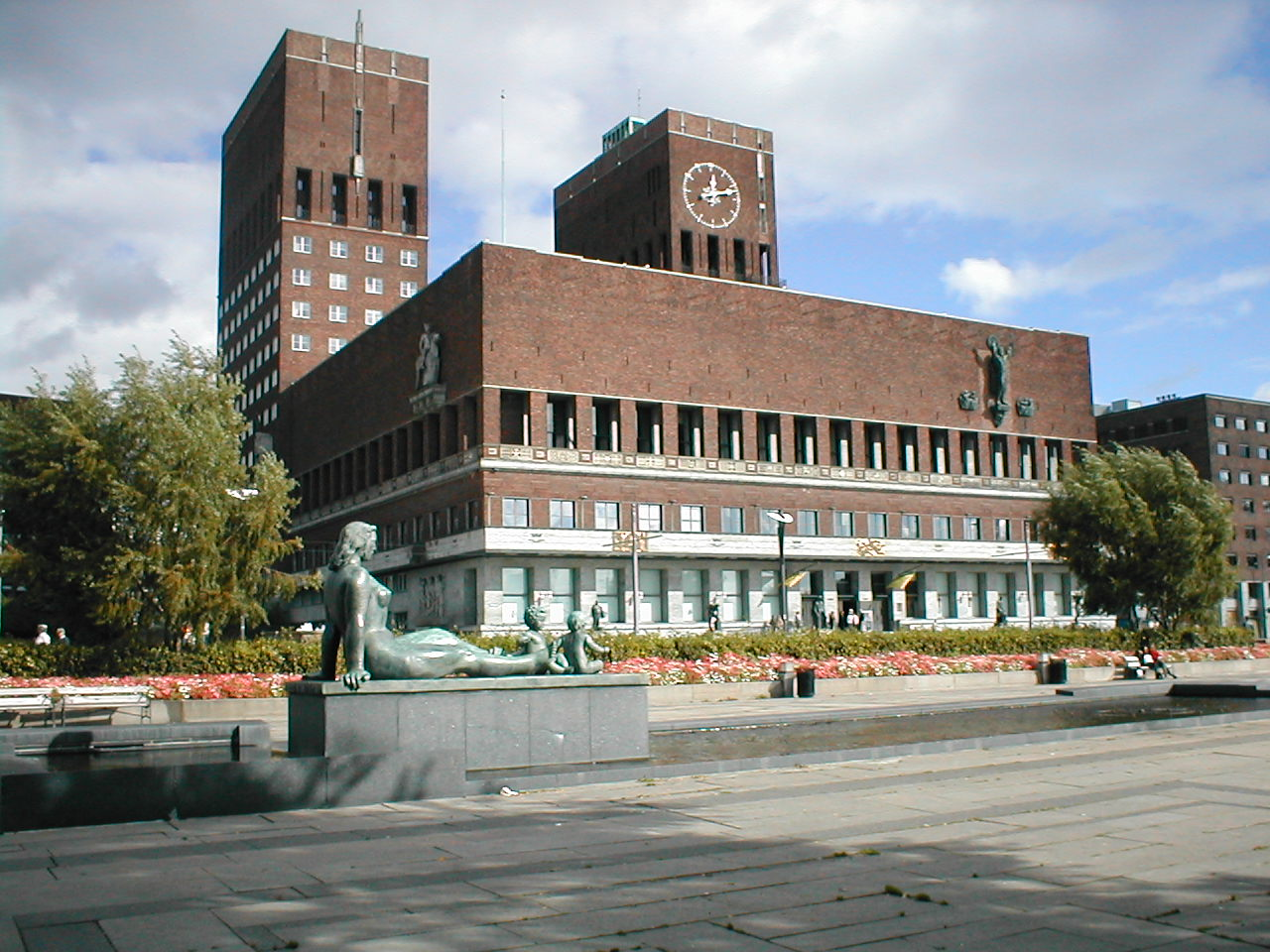
オスロ市庁舎外観

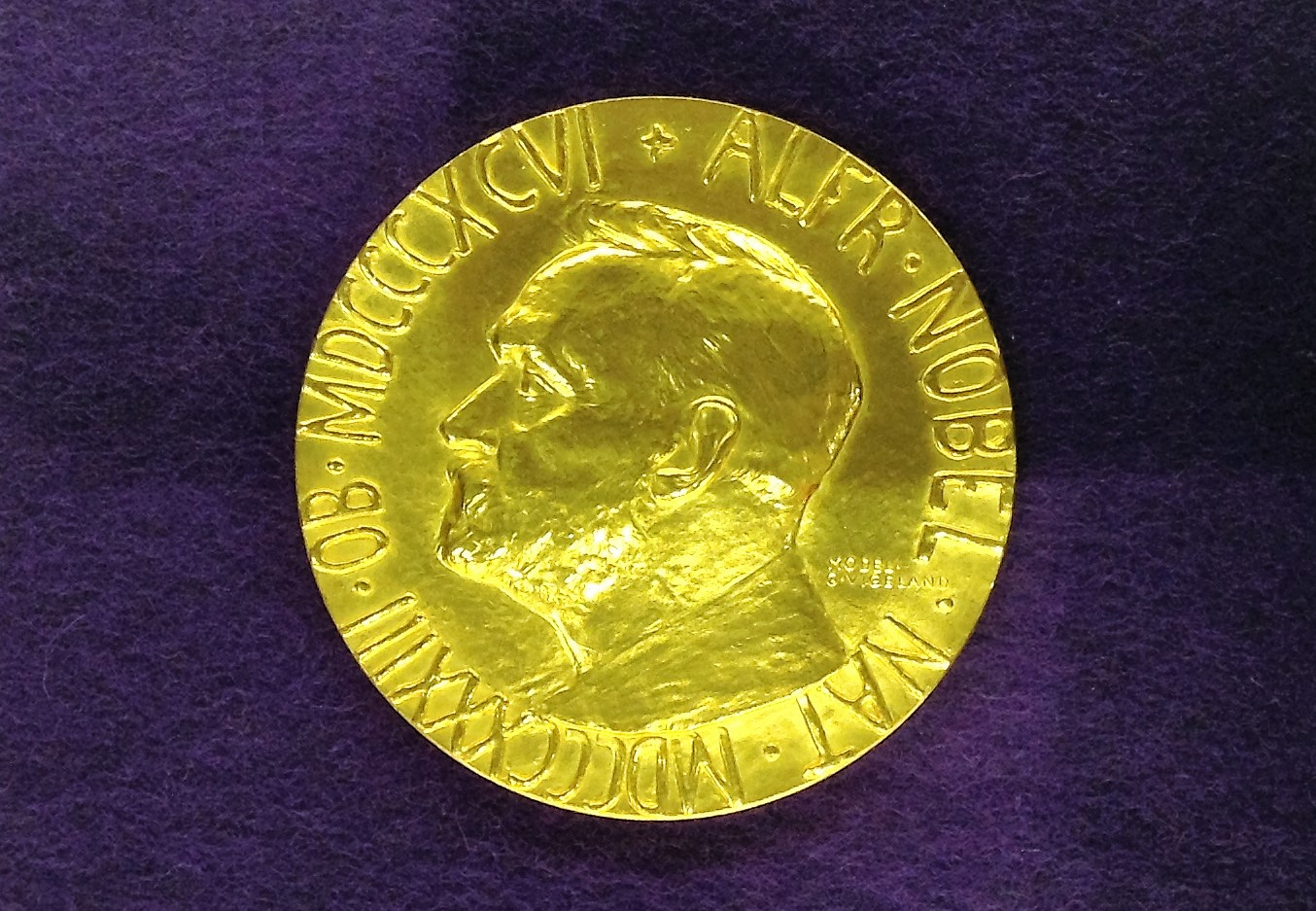
1974年のノーベル平和賞のメダル

ノーベル賞の創設者アルフレッド・ノーベルはスウェーデンとノルウェー両国の和解と平和を祈念して「平和賞」の授与はノルウェーで行うことにした。平和賞のみ、スウェーデンではなくノルウェー政府が授与主体である。ノーベル平和賞のメダルは、表面にはアルフレッド・ノーベルの横顔（各賞共通）、裏面には三位一体を表現した図案「Pro pace et fraternitate gentium」の文が刻まれている（受賞者名も刻まれる）。

## 概要
創設者のノーベルは遺言で、平和賞を「国家間の友好関係、軍備の削減・廃止、及び平和会議の開催・推進のために最大・最善の貢献をした人物・団体」に授与すべしとしている。他のノーベル賞と異なり、団体も授与対象となっているのが特徴である。政治情勢の影響を受けやすく、第一次世界大戦、第二次世界大戦の時期等、受賞者がないことも見られた。
当時業績とされた実績が後から欠陥があったり、効果のないものと判明したりするために失望を招くことが多発している。そのため、賞の価値が批判されるなど受賞者選定や賞そのものの妥当性が度々指摘されており、廃止の声も上がっているという。
また、受賞前の実績だけではなく、受賞後の政治的情勢を誘引する目的で贈られる場合もある。賞は、12月10日午後1時（現地時間）からオスロのオスロ市庁舎で授賞式が行われる。

## 選定方式
毎年の受賞は最高3人。選考はノルウェーの国会が指名する5人の委員と選考を取り仕切る1人の書記で構成されているノルウェー・ノーベル委員会が行う。各国に推薦依頼状（通常非公表）を送り、推薦された候補者より選ばれる。2013年には259の個人と組織（うち50の組織）の推薦があり、過去最大の数とされている。受賞が決まるのは例年10月頃。候補者の名前は50年間公表されない。個人の場合は生存していること、組織の場合は現存することが条件であり、物故者への追贈はない。死後この賞を受けたのはダグ・ハマーショルドのみ（存命中に授与が決定していたため）。
トマーシュ・マサリク、ウィリアム・ハワード・タフトなどの政治家、ニコライ2世、ハイレ・セラシエ1世といった君主、レフ・トルストイ、ピエール・ド・クーベルタンなどが候補となっていたことが公表されている。
現在では独裁者とされる人物が推薦された例もある。1939年にはアドルフ・ヒトラーが推薦されているが、これは反ファシズムの立場を取るスウェーデンの国会議員によるもので、皮肉を意図したものであったとされる。しかし武田知弘によると、推薦したのはエリク・ゴットフリード・クリスティアン・ブラントでこのジョーク説は第二次世界大戦後にノーベル平和賞委員会とブラントの後付けの言い訳にすぎず、1938年9月に開かれたズデーテン割譲を巡るミュンヘン会談の結果を受けて世界に平和をもたらしたとして、ネヴィル・チェンバレンが称賛されたようにイギリスとドイツに挟まれるスウェーデンは大戦回避をもたらしたヒトラーを推薦したとしている。しかし推薦を受けた直後の1939年9月にナチス・ドイツはポーランドに侵攻を開始したため推薦は取り消された。他にベニート・ムッソリーニ、ヨシフ・スターリン、フアン・ペロン夫妻もノミネートされているが、受賞には至っていない。
ジェーン・アダムズは1916年に初めて推薦を受けて以来、1931年に受賞するまでにのべ91回の推薦を受けた。これは推薦を受けた回数としては最多のものである。

## 賞金
賞金額は1901年当時の賞金額を、その年の貨幣価値に換算されたものが贈られる。2012年以降、平和賞の賞金は一つの賞あたり、800万スウェーデン・クローナとされている。このため共同受賞となった場合には、受賞金額を受賞者達で分け合うことになる。1976年に受賞したベティ・ウィリアムズ、マイレッド・コリガン＝マグワイアの組織は、賞金の分配でもめてバラバラになってしまった。

## 論争と批判
医学・物理・化学の科学3賞は、業績に対してある程度客観的な評価と期間を経て選考決定される。しかし、ノーベル平和賞は「現在進行形の事柄に関わる人物」も受賞対象になり、毎年選考に向けて、選考委員に対するロビー活動や政治行動が多く起こるため、選考結果を巡り、世界中で度々論議が起こる。科学3賞や、賞そのものに対して批判のあるノーベル経済学賞と比べ、政治色が強くなりがちである。平和賞受賞者が、その後に世界の失望を招くこともあり、問題視されている。
1974年の佐藤栄作元首相のノーベル平和賞受賞については、ベトナム戦争支援政策、中国敵視外交などを進めた佐藤の受賞を疑問視する意見もあり、フランスの『ル・モンド』紙は「驚くべき、異議のある決定」と批判している。
2020年に『ニューヨーク・タイムズ』は過去30年間のノーベル平和賞受賞者のうち、当時業績とされたものは後から考えると欠陥があったり、効果のないものと判明したりした6人の「疑わしい」受賞者として、エチオピアのアビィ・アハメド首相（2019年受賞）、ミャンマーのアウン・サン・スー・チー国家顧問（1991年受賞）、イスラエルのシモン・ペレス元首相、同イツハク・ラビン元首相、パレスチナ解放機構のヤーセル・アラファト議長（1994年受賞）、韓国の金大中・元大統領（2000年受賞）、アメリカ合衆国のバラク・オバマ元大統領（2009年受賞）の名を挙げている。ノルウェー・オスロ国際平和研究所のウーダル所長も「最近では現在進行中のことに対して賞を授け、候補者たちが賞に見合った振る舞いをするよう促している」として「これは非常に危険な行為」と指摘している。
ノーベル平和賞受賞者の一部は、戦争を助長したと思われる行動を取ったこともあり、「ノーベル平和賞でなくノーベル戦争賞と呼ばなければいけない」という皮肉もある。特に中東和平問題について広瀬隆は、イスラエルとパレスチナ解放機構の秘密会談が行われた背景にアラブ人が不利になる可能性を指摘していた。
ノルウェー外交による政治アピールの側面もあるとの見方もある。2015年10月9日付けの『ディ・ヴェルト』は「ノーベル平和賞における巨大な誤った決定」との見出しで、同紙が疑問に思う『ノーベル平和賞受賞者』を列挙した。
成果の価値の有無で物議を醸すことになった受賞例
- 1973年には、ベトナム戦争のパリ協定調印を理由に、アメリカ合衆国のヘンリー・キッシンジャーとベトナム民主共和国（北ベトナム）のレ・ドゥク・トが共同受賞したが、キッシンジャーへの授与に対しては、ノーベル平和賞委員会の中でも激しい議論が巻き起こり、反対した2人の委員が、抗議のため辞任するほどだった。平和賞の授与主体であるノルウェー政府は、激しい世論の批判にさらされ、当時の国王オラフ5世が、首都オスロの路上で雪玉を投げ付けられる事件まで起きた。またレ・ドゥク・トは、ベトナムに平和が訪れていない事を理由に、平和賞の受賞を辞退した。その後、ベトナム民主共和国はパリ和平協定を破って、南ベトナムへの攻撃を再開し、1975年4月30日にはサイゴン陥落させ、ベトナム全土を武力統一し、1976年にベトナム社会主義共和国を樹立させた。
- 1991年にミャンマー民主化運動の指導者として受賞したミャンマーのアウン・サン・スー・チーは、2016年の総選挙で率いる国民民主連盟が大勝し、事実上の首相に相当する「国家顧問」に就任したが、民族浄化との指摘もあるロヒンギャ問題への対応が消極的であるとして、平和賞の取り消しを求める請願運動がインターネット上で行われ、36万を超える署名が寄せられている。これに対し選考委員会は、取り消しに関する条項が存在しないことを理由に、行わないとの声明を出している[15] 。
- 1994年には、パレスチナ和平合意締結を理由に、イスラエルのイツハク・ラビン首相とシモン・ペレス外相、パレスチナ解放機構 (PLO) のヤーセル・アラファト議長が共同受賞したが、パレスチナの平和は続かず、やがて武力紛争が再開された。
- 2000年に史上初の南北首脳会談を実現させたとして受賞した韓国大統領の金大中も、政権発足当時から受賞のために組織的な「工作」を行っていたことや、会談の相手国である北朝鮮に5億ドルを不法に送金していたことが、後年アメリカに政治亡命した大韓民国国家安全企画部（現：韓国国家情報院）の元職員によって暴露され、「カネで買った平和賞」との批判が巻き起こった。
- 2002年には、アメリカ合衆国のジミー・カーター元大統領が受賞した。当時アメリカのジョージ・W・ブッシュ政権が行おうとしていたイラク戦争に対して、ヨーロッパとりわけ北欧諸国は反対の立場をとっており、カーターの受賞は、カーターが北ヨーロッパ同様にイラク攻撃に懐疑的であったことによると考えられている。また2005年に受賞したエジプトのモハメド・エルバラダイは、イラク戦争を契機に、アメリカに対して批判的態度を採っており、この受賞もブッシュ政権への批判であると指摘されている[16]。
- 2007年には、環境問題提起によるアメリカの元副大統領アル・ゴアへの授賞も、上記と同じように政治的な意味合いが強かったのではないかとされている。2000年の大統領選挙は、ゴア対ブッシュとなり、後者の勝利が決定に至るまで、紆余曲折（ブッシュ対ゴア事件参照）があったことは周知の事実である。また、同じく候補だったイレーナ・センドラー（ポーランドのシンドラーとも呼ばれる反ホロコーストレジスタンスの活動家）の方が平和賞の趣旨に沿った活動を行っており、より相応しかったのではないかと言う批判も根強かった[17]。
- 2009年には、当時現職のアメリカ合衆国大統領バラク・オバマが、チェコ共和国プラハでの「核なき世界」演説に代表される「核軍縮政策の呼びかけ」などを理由に受賞したが、「演説だけで受賞」と言う揶揄や、大統領就任1年目で実績が乏しい段階での授与だったため、「時期尚早ではないか」との論議が巻き起こった[18][19]。平和賞推薦の締め切りが、オバマの大統領就任12日後だったことも、驚きに拍車をかけることとなった[20]。その後、オバマ政権は受賞後の2010年以降相次いで臨界前核実験を強行し[21][22]、2013年のシリア内戦への武力介入の動きに対しても批判が上がっている[23]ほか、2015年にはアフガニスタンで、1999年受賞者である国境なき医師団が運営しているクンドゥーズの病院を、誤った情報に基づいて攻撃し、戦争犯罪と指弾されるなど[24]、おおよそ「平和」とは裏腹の行動を数多く行いこれも受賞に関して賛否が分かれる要因となっている。
- 2012年には、ヨーロッパの平和と和解への長年の貢献を評価したとして、欧州連合が受賞。しかし評価する声もある一方、通貨ユーロのソブリン危機の影響が強い中での受賞に、中国新華社は「平和賞の名声損なう」[25]、チェコ大統領ヴァーツラフ・クラウス（当時）は「悲劇的な過ち」[26] 、ロシア人権活動家リュドミラ・アレクセーエワは「正しいとはいえない」[27]、イランのナガヴィー・ホセイニー報道官は「政治的に利用されるための道具となっている」[28]とそれぞれコメントし、政治的との批判が挙がった。
- 2014年のパキスタンの女性人権活動家であるマララ・ユスフザイの受賞については「若過ぎではないのか」（史上初の未成年者）[29]、「イスラム国家を敵に回した」などの声が上がった。
- 2017年の核兵器廃絶国際キャンペーン (ICAN) の受賞については、アメリカ合衆国やロシア連邦など、主要核保有国が駐在特命全権大使の授賞式出席をボイコットするなど反発している。
- 2019年に受賞したエチオピアのアビィ・アハメド首相は、翌年、国内の反政府勢力の一つティグレ人民解放戦線に対し、事実上の宣戦布告を行った[30]。軍事衝突（ティグレ紛争）の結果、数週間で数百人の死者と数万人の避難民を生み出した[31]。

母国から批判を招いた受賞者
- カール・フォン・オシエツキー（1935年授賞、ドイツ（ナチス政権下））やアンドレイ・サハロフ（1975年授賞、ソビエト連邦）、レフ・ワレサ（1983年授賞、ポーランド人民共和国）、アウンサンスーチー（1991年授賞、ミャンマー）、劉暁波（2010年授賞、中華人民共和国）、メモリアル（2022年受賞、ロシア）、アレシ・ビャリャツキ（2022年受賞、ベラルーシ）[32][33]、ナルゲス・モハンマーディ（2023年受賞、イラン）のように、独裁ないし権威主義的傾向が強い母国で反権力又は反戦争運動をしている政治犯とされている人物への授賞は、該当国の政府から強い反発を引き起こしている。ナチス・ドイツの「ドイツ芸術科学国家賞」、ソビエト連邦の「レーニン平和賞」、中国の「孔子平和賞」のような、ノーベル賞に対抗した賞がそれぞれの国家によって作られる例もある（ただしレーニン平和賞は1949年に「スターリン平和賞」として創設されたもので、サハロフの受賞がきっかけの創設ではない）。
- 受賞者が政治犯として当事国に拘束されていたり、出国が認められなかった場合には、本人が授賞式に出席できないケースも度々ある。オシエツキー以後、刑務所に入れられる、あるいは軟禁状態にあるなど、身体を拘束されている最中にノーベル平和賞の授与が決まった人物には、1991年に受賞したアウンサンスーチーと2010年に受賞した劉暁波と2022年に受賞したアレシ・ビャリャツキ、2023年に受賞したナルゲス・モハンマーディがいる。サハロフとワレサとビャリャツキの場合は妻が、アウンサンスーチーの場合は夫と息子が、モハンマーディの場合は二人の子供が代理出席した。なお、オシエツキーの場合は代理出席した弁護士が、賞金のみを受け取り横領した。劉の場合は、妻の出国を中国が認めなかったため、家族の代理出席もできなかった。

受賞しなかったことで疑念を招いたケース
マハトマ・ガンディーはノーベル平和賞を受賞しなかった。死後数十年経ってからノーベル委員会が公表した事実によると、ガンディーは1937年から1948年にかけて前後5回ノーベル平和賞にノミネートされていた（1948年は暗殺の直後に推薦の締め切りがなされた）。これについてノーベル委員会は、ガンディーが最終選考に残った1937年、1947年、1948年の選考に関しウェブサイト上で以下のように述べている。
- 1937年には、彼の支持者の運動が時として暴力を伴ったものに発展したことや、政治的な立場の一貫性に対する疑問、彼の運動がインドに限定されていることへの批判があった。
- 1947年は、当時インドですでに起きていたヒンドゥー教徒とイスラム教徒の対立への対処に関し、ガンディーが非暴力主義を捨てるかのような発言をしたことで、選考委員の間に受賞に対する疑問が起きた。
- 1948年は最終候補3人の1人で選考委員からは高い評価を得ていたが、故人に対してノーベル賞を与えられるかどうかで議論が起きた。当時は規定で除外されていなかったが、何らかの組織に所属していなかったガンディーの場合賞金を誰が受け取るかが問題になった。最終的に、受賞決定後に死亡した場合以外は故人に賞を与えるのは不適切だという結論となった。ガンディーがもう1年長生きしておれば、賞を与えられていたと考えるのが合理的であろう。
- ガンディーがそれまでの他の平和賞受賞者とは異なるタイプの平和運動家であったこと、1947年当時のノーベル委員会には今日のように平和賞を地域紛争の平和的調停に向けたアピールとする考えがなかったことが影響している。委員会がイギリスの反発を恐れたという明確な証拠は見当たらない。

## 受賞者

### 1900年代
| 年   | 受賞者名 | 受賞者名                         | 出身国                       | 受賞理由                                                                                         |
| ---- | -------- | -------------------------------- | ---------------------------- | ------------------------------------------------------------------------------------------------ |
| 1901 |          | アンリ・デュナン                 | スイス                       | 国際赤十字の創設とジュネーヴ条約制定に向けての貢献                                               |
| 1901 |          | フレデリック・パシー             | フランス共和国               | 列国議会同盟や国際平和会議の創設を主導したこと                                                   |
| 1902 |          | エリー・デュコマン               | スイス                       | 国際平和ビューローの名誉事務局長として                                                           |
| 1902 |          | シャルル・ゴバ                   | スイス                       | 列国議会同盟の事務総長として                                                                     |
| 1903 |          | ウィリアム・ランダル・クリーマー | イギリス                     | 国際仲裁連盟の書記として                                                                         |
| 1904 |          | 万国国際法学会                   | 世界                         | 不明瞭であった戦争法規の存在を喚起するなど、国際法の科学の一般的原則を策定する学会の労力に対して |
| 1905 |          | ベルタ・フォン・ズットナー       | オーストリア＝ハンガリー帝国 | 『武器を捨てよ!』の著作と、平和運動への寄与に対して                                              |
| 1906 |          | セオドア・ルーズベルト           | アメリカ合衆国               | アメリカ合衆国大統領として日露戦争の講和を斡旋したことに対して                                   |
| 1907 |          | エルネスト・テオドロ・モネータ   | イタリア王国                 | ロンバルディア平和調停連盟の議長として                                                           |
| 1907 |          | ルイ・ルノー                     | フランス共和国               | フランスを代表する国際法学者であり、ハーグ平和会議における常設仲裁裁判所の判事として             |
| 1908 |          | ポントゥス・アルノルドソン       | スウェーデン                 | スウェーデン平和と仲裁協会の創設者として                                                         |
| 1908 |          | フレデリック・バイエル           | デンマーク                   | スカンディナヴィア半島の和平を推進し、国際平和ビューローの名誉議長を務めたこと                   |
| 1909 |          | オーギュスト・ベールナールト     | ベルギー                     | 2度に亘るハーグ平和会議の代表を務め、列国議会同盟を先導したことに対して                          |
| 1909 |          | エストゥールネル・ド・コンスタン | フランス共和国               | 英仏、独仏の相互理解のための国際仲裁に関する顕著な外交実績に対して                               |

### 1910年代
| 年   | 受賞者名 | 受賞者名                 | 出身国                       | 受賞理由                                                         |
| ---- | -------- | ------------------------ | ---------------------------- | ---------------------------------------------------------------- |
| 1910 |          | 国際平和ビューロー       | 世界                         | 様々な国家間の平和社会の連携のための行動に対して                 |
| 1911 |          | トビアス・アッセル       | オランダ                     | 国際常設仲裁裁判所の設立                                         |
| 1911 |          | アルフレート・フリート   | オーストリア＝ハンガリー帝国 | ドイツ平和協会の創設                                             |
| 1912 |          | エリフ・ルート           | アメリカ合衆国               | 国際仲裁にかける強い関心と、彼の国際裁判所についての草案に対して |
| 1913 |          | アンリ・ラ・フォンテーヌ | ベルギー                     | 国際平和ビューローの代表者として                                 |
| 1914 | なし     | なし                     | なし                         | なし                                                             |
| 1915 | なし     | なし                     | なし                         | なし                                                             |
| 1916 | なし     | なし                     | なし                         | なし                                                             |
| 1917 |          | 赤十字国際委員会         | 世界                         |                                                                  |
| 1918 | なし     | なし                     | なし                         | なし                                                             |
| 1919 |          | ウッドロウ・ウィルソン   | アメリカ合衆国               | 国際連盟創設への貢献                                             |

### 1920年代
| 年   | 受賞者名 | 受賞者名                           | 出身国         | 受賞理由                                                           |
| ---- | -------- | ---------------------------------- | -------------- | ------------------------------------------------------------------ |
| 1920 |          | レオン・ブルジョワ                 | フランス共和国 | 国際連盟の総会議長として                                           |
| 1921 |          | カール・ヤルマール・ブランティング | スウェーデン   | 国際連盟に対する貢献                                               |
| 1921 |          | クリスティアン・ランゲ             | ノルウェー     | ノルウェー・ノーベル委員会の事務総長、列国議会同盟の事務局長として |
| 1922 |          | フリチョフ・ナンセン               | ノルウェー     | 戦争難民の帰国および飢餓難民救済活動                               |
| 1923 | なし     | なし                               | なし           | なし                                                               |
| 1924 | なし     | なし                               | なし           | なし                                                               |
| 1925 |          | オースティン・チェンバレン         | イギリス       | ロカルノ条約締結の主役として                                       |
| 1925 |          | チャールズ・ドーズ                 | アメリカ合衆国 | ドイツの経済を回復し安定させる計画についての研究                   |
| 1926 |          | アリスティード・ブリアン           | フランス共和国 | ロカルノ条約の締結に尽力                                           |
| 1926 |          | グスタフ・シュトレーゼマン         | ドイツ国       | ロカルノ条約の締結に尽力                                           |
| 1927 |          | フェルディナン・ビュイソン         | フランス共和国 | 独仏融和への貢献に対して                                           |
| 1927 |          | ルートヴィッヒ・クヴィデ           | ドイツ国       | 独仏融和への貢献に対して                                           |
| 1928 | なし     | なし                               | なし           | なし                                                               |
| 1929 |          | フランク・ケロッグ                 | アメリカ合衆国 | ケロッグ・ブリアン協定締結に尽力                                   |

### 1930年代
| 年   | 受賞者名 | 受賞者名                     | 出身国         | 受賞理由 |
| ---- | -------- | ---------------------------- | -------------- | --- |
| 1930 |          | ナータン・セーデルブロム     | スウェーデン   | キリスト教相互の団結（エキュメニズム）のみならず、世界平和のためにキリスト教会を関与させることへの彼の尽力に対して |
| 1931 |          | ジェーン・アダムズ           | アメリカ合衆国 | 婦人国際平和自由連盟の指導とその社会改革に対して                                                                   |
| 1931 |          | ニコラス・バトラー           | アメリカ合衆国 | 不戦条約の締結推進とアメリカ合衆国における平和運動の先導者として                                                   |
| 1932 | なし     | なし                         | なし           | なし |
| 1933 |          | ラルフ・ノーマン・エンジェル | イギリス       | 『大いなる幻影』の著作と、国際連盟への支援、並びに反戦論の敷衍による国際平和への貢献に対して                       |
| 1934 |          | アーサー・ヘンダーソン       | イギリス       | 世界軍縮会議の議長として                                                                                           |
| 1935 |          | カール・フォン・オシエツキー | ドイツ国       | 反戦主義的ジャーナリズム活動を称えて                                                                               |
| 1936 |          | カルロス・サアベドラ・ラマス | アルゼンチン   | パラグアイとボリビア間の対立の仲介                                                                                 |
| 1937 |          | ロバート・セシル             | イギリス       | 国際連盟における彼の業績に対して                                                                                   |
| 1938 |          | ナンセン国際難民事務所       | 世界           | その難民救助活動に対して                                                                                           |
| 1939 | なし     | なし                         | なし           | なし |

### 1940年代
| 年   | 受賞者名                 | 受賞者名                   | 出身国         | 受賞理由                                                     |
| ---- | ------------------------ | -------------------------- | -------------- | ------------------------------------------------------------ |
| 1940 | なし                     | なし                       | なし           | なし                                                         |
| 1941 | なし                     | なし                       | なし           | なし                                                         |
| 1942 | なし                     | なし                       | なし           | なし                                                         |
| 1943 | なし                     | なし                       | なし           | なし                                                         |
| 1944 |                          | 赤十字国際委員会           | 世界           |                                                              |
| 1945 |                          | コーデル・ハル             | アメリカ合衆国 | 国際連合憲章の起草を称えて                                   |
| 1946 |                          | エミリー・グリーン・ボルチ | アメリカ合衆国 | 婦人国際平和自由連盟名誉国際会長として                       |
| 1946 |                          | ジョン・モット             | アメリカ合衆国 | キリスト教青年会会長として                                   |
| 1947 |                          | イギリス・フレンズ協議会   | イギリス       | その慈善活動への熱意に対して                                 |
| 1947 | アメリカ・フレンズ奉仕団 | アメリカ合衆国             |                | その慈善活動への熱意に対して                                 |
| 1948 | なし                     | なし                       | なし           | なし                                                         |
| 1949 |                          | ジョン・ボイド・オア       | イギリス       | 国際連合食糧農業機関の長官や、「国家平和協議会」の議長として |

### 1950年代
| 年   | 受賞者名 | 受賞者名                     | 出身国         | 受賞理由                                                           |
| ---- | -------- | ---------------------------- | -------------- | ------------------------------------------------------------------ |
| 1950 |          | ラルフ・バンチ               | アメリカ合衆国 | パレスチナ和平調停に尽力し、アラブ諸国とイスラエルの停戦交渉に貢献 |
| 1951 |          | レオン・ジュオー             | フランス       | 国際労働機関創設への貢献に対して                                   |
| 1952 |          | アルベルト・シュヴァイツァー | 西ドイツ       | ランバレネにおける外科医としての診療活動に対して                   |
| 1953 |          | ジョージ・マーシャル         | アメリカ合衆国 | マーシャル・プランに対して                                         |
| 1954 |          | 国際連合難民高等弁務官事務所 | 世界           | 東西冷戦下の難民のための政治的、法的保護に対して                   |
| 1955 | なし     | なし                         | なし           | なし                                                               |
| 1956 | なし     | なし                         | なし           | なし                                                               |
| 1957 |          | レスター・B・ピアソン        | カナダ         | 第二次中東戦争時に国連緊急軍の創設を提唱                           |
| 1958 |          | ドミニク・ピール             | ベルギー       | 第二次世界大戦後のヨーロッパでの難民救済活動                       |
| 1959 |          | フィリップ・ノエル＝ベーカー | イギリス       | 生涯を通じた国際平和と国際協力への熱心な活動に対して               |

### 1960年代
| 年   | 受賞者名               | 受賞者名                               | 出身国         | 受賞理由                                                                                         |
| ---- | ---------------------- | -------------------------------------- | -------------- | ------------------------------------------------------------------------------------------------ |
| 1960 |                        | アルバート・ルツーリ                   | 南アフリカ連邦 | アフリカ民族会議の議長であり、南アフリカ共和国の対アパルトヘイト闘争において最前線で活動したこと |
| 1961 |                        | ダグ・ハマーショルド                   | スウェーデン   | 世界の平和と協力を推進し、国際連合の強化に尽力                                                   |
| 1962 |                        | ライナス・ポーリング                   | アメリカ合衆国 | 核兵器に対する反対運動                                                                           |
| 1963 |                        | 赤十字国際委員会                       | 世界           | ジュネーヴ条約の原則の推進と国際連合との連携                                                     |
| 1963 | 国際赤十字赤新月社連盟 |                                        | 世界           | ジュネーヴ条約の原則の推進と国際連合との連携                                                     |
| 1964 |                        | マーティン・ルーサー・キング・ジュニア | アメリカ合衆国 | アメリカ合衆国における人種偏見を終わらせるための非暴力抵抗運動                                   |
| 1965 |                        | 国際連合児童基金                       | 世界           | 国際援助機関として                                                                               |
| 1966 | なし                   | なし                                   | なし           | なし                                                                                             |
| 1967 | なし                   | なし                                   | なし           | なし                                                                                             |
| 1968 |                        | ルネ・カサン                           | フランス       | 国連人権宣言の起草に対して                                                                       |
| 1969 |                        | 国際労働機関                           | 世界           | 労働条件や生活水準の改善のための取組みに対して                                                   |

### 1970年代
| 年   | 受賞者名                         | 受賞者名                         | 出身国         | 受賞理由 |
| ---- | -------------------------------- | -------------------------------- | -------------- | --- |
| 1970 |                                  | ノーマン・ボーローグ             | アメリカ合衆国 | 世界の食糧不足の改善に尽くした |
| 1971 |                                  | ヴィリー・ブラント               | 西ドイツ       | 東ドイツを含めた東欧諸国との関係正常化を目的とした、彼の東方外交に対して                                                                           |
| 1972 | なし                             | なし                             | なし           | なし |
| 1973 |                                  | ヘンリー・キッシンジャー         | アメリカ合衆国 | ベトナム戦争の和平交渉 |
| 1973 |                                  | レ・ドゥク・ト                   | 北ベトナム     | ベトナム戦争の和平交渉 |
| 1974 |                                  | ショーン・マクブライド           | アイルランド   | 人権に強い関心を示し、欧州評議会を通じて欧州人権条約を規定し、アムネスティ・インターナショナルを創設、並びに国際法律家委員会の事務総長を務めたこと |
| 1974 |                                  | 佐藤栄作                         | 日本           | 非核三原則の提唱 |
| 1975 |                                  | アンドレイ・サハロフ             | ソビエト連邦   | 人権や軍縮、およびすべての国家間協力のための彼の奮闘に対して                                                                                       |
| 1976 |                                  | ベティ・ウィリアムズ             | イギリス       | 北アイルランドの平和運動への貢献 |
| 1976 | マイレッド・コリガン・マグワイア |                                  | イギリス       | 北アイルランドの平和運動への貢献 |
| 1977 |                                  | アムネスティ・インターナショナル | 世界           | チリ・ピノチェト政権における国民への弾圧を告発 |
| 1978 |                                  | アンワル・アッ＝サーダート       | エジプト       | キャンプ・デービッド合意 |
| 1978 |                                  | メナヘム・ベギン                 | イスラエル     | キャンプ・デービッド合意 |
| 1979 |                                  | マザー・テレサ                   | インド         | 長期間にわたる献身的な働きにより、苦しみの中にいる人々に安息をもたらした                                                                           |

### 1980年代
| 年   | 受賞者名 | 受賞者名                         | 出身国           | 受賞理由 |
| ---- | -------- | -------------------------------- | ---------------- | --- |
| 1980 |          | アドルフォ・ペレス・エスキベル   | アルゼンチン     | ラテンアメリカの人権向上への尽力に対して                                                                       |
| 1981 |          | 国際連合難民高等弁務官事務所     | 世界             | 難民の移住と定着と処遇の改善に資する活動に対して                                                               |
| 1982 |          | アルバ・ライマル・ミュルダール   | スウェーデン     | 国連の軍縮交渉において重要な役割を果たし、国際的な認知を得た、壮大な実績に対して                               |
| 1982 |          | アルフォンソ・ガルシア・ロブレス | メキシコ         | 国連の軍縮交渉において重要な役割を果たし、国際的な認知を得た、壮大な実績に対して                               |
| 1983 |          | レフ・ヴァウェンサ               | ポーランド       | 「連帯」の結党と、民主化運動の発起に対して                                                                     |
| 1984 |          | デズモンド・ムピロ・ツツ         | 南アフリカ共和国 | 南アフリカにおけるアパルトヘイトの問題を解決するための運動における統一的指導者としての役割に対して             |
| 1985 |          | 核戦争防止国際医師会議           | 世界             | 核戦争がもたらす悲惨な結果について理解を広めるのに貢献                                                         |
| 1986 |          | エリ・ヴィーゼル                 | アメリカ合衆国   | 「ホロコーストに関する大統領委員会」の議長として                                                               |
| 1987 |          | オスカル・アリアス・サンチェス   | コスタリカ       | 中央アメリカにおける和平調停への尽力と、ニカラグアとエルサルバドルの間の紛争を仲裁した功績に対して             |
| 1988 |          | 国際連合平和維持活動             | 世界             | 国連の基本的信条の実現に向けての重要な貢献に対して                                                             |
| 1989 |          | ダライ・ラマ14世                 | チベット         | 非暴力によるチベット解放闘争と、チベットの歴史と文化遺産の保存のための、寛容と相互尊重に基づく平和的解決の提唱 |

### 1990年代
| 年   | 受賞者名                           | 受賞者名                           | 出身国           | 受賞理由                                                                       |
| ---- | ---------------------------------- | ---------------------------------- | ---------------- | ------------------------------------------------------------------------------ |
| 1990 |                                    | ミハイル・ゴルバチョフ             | ソビエト連邦     | 冷戦の終結・中距離核戦力全廃条約調印・ペレストロイカによる共産圏の民主化       |
| 1991 |                                    | アウンサンスーチー                 | ミャンマー       | ミャンマーの人権と民主主義の確立のための非暴力闘争に対して                     |
| 1992 |                                    | リゴベルタ・メンチュウ             | グアテマラ       | グアテマラ先住民の人権と権利の向上のための努力に対して                         |
| 1993 |                                    | ネルソン・マンデラ                 | 南アフリカ共和国 | アパルトヘイト体制を平和的に終結させて新しい民主的な南アフリカの礎を築いたため |
| 1993 | フレデリック・ウィレム・デクラーク |                                    | 南アフリカ共和国 | アパルトヘイト体制を平和的に終結させて新しい民主的な南アフリカの礎を築いたため |
| 1994 |                                    | ヤーセル・アラファート             | パレスチナ       | 中東へ平和を築く努力に対して                                                   |
| 1994 |                                    | イツハク・ラビン                   | イスラエル       | 中東へ平和を築く努力に対して                                                   |
| 1994 | シモン・ペレス                     |                                    | イスラエル       | 中東へ平和を築く努力に対して                                                   |
| 1995 |                                    | ジョセフ・ロートブラット           | イギリス         | 国際政治における当面の核兵器の削減と、長期的な核廃絶のための努力に対して       |
| 1995 |                                    | パグウォッシュ会議                 | 世界             | 国際政治における当面の核兵器の削減と、長期的な核廃絶のための努力に対して       |
| 1996 |                                    | カルロス・フィリペ・シメネス・ベロ | 東ティモール     | 東ティモールにおける紛争の正当で平和的な解決への尽力                           |
| 1996 | ジョゼ・ラモス＝ホルタ             |                                    | 東ティモール     | 東ティモールにおける紛争の正当で平和的な解決への尽力                           |
| 1997 |                                    | 地雷禁止国際キャンペーン           | 世界             | 対人地雷の禁止および除去に対する貢献                                           |
| 1997 |                                    | ジョディ・ウィリアムズ             | アメリカ合衆国   | 対人地雷の禁止および除去に対する貢献                                           |
| 1998 |                                    | ジョン・ヒューム                   | イギリス         | 北アイルランド紛争の平和的解決の模索への尽力に対して                           |
| 1998 | デヴィッド・トリンブル             |                                    | イギリス         | 北アイルランド紛争の平和的解決の模索への尽力に対して                           |
| 1999 |                                    | 国境なき医師団                     | 世界             | アフリカ・アジア・南米の各大陸における、その先駆的な人道的活動に対して         |

### 2000年代
| 年   | 受賞者名                    | 受賞者名                     | 出身国         | 受賞理由 |
| ---- | --------------------------- | ---------------------------- | -------------- | --- |
| 2000 |                             | 金大中                       | 韓国           | 韓国、および一般に東アジアの民主主義と人権のための努力、特に北朝鮮との平和と和解のため                                       |
| 2001 |                             | 国際連合                     | 世界           | より良く組織され、より平和な世界のための取組みに対して                                                                       |
| 2001 | Kofi Annan, Photo:Harry Wad | コフィー・アナン             | ガーナ         | より良く組織され、より平和な世界のための取組みに対して                                                                       |
| 2002 |                             | ジミー・カーター             | アメリカ合衆国 | 数十年間にわたり、国際紛争の平和的解決への努力を続け、民主主義と人権を拡大させたとともに、経済・社会開発にも尽力した         |
| 2003 |                             | シーリーン・エバーディー     | イラン         | 民主主義と人権擁護に対する貢献                                                                                               |
| 2004 |                             | ワンガリ・マータイ           | ケニア         | 持続可能な開発、民主主義と平和に対する貢献                                                                                   |
| 2005 |                             | 国際原子力機関               | 世界           | 原子力エネルギーの平和的利用に対する貢献                                                                                     |
| 2005 |                             | モハメド・エルバラダイ       | エジプト       | 原子力エネルギーの平和的利用に対する貢献                                                                                     |
| 2006 |                             | ムハマド・ユヌス             | バングラデシュ | 貧困層の経済的・社会的基盤の構築に対する貢献                                                                                 |
| 2006 | グラミン銀行                |                              | バングラデシュ | 貧困層の経済的・社会的基盤の構築に対する貢献                                                                                 |
| 2007 |                             | 気候変動に関する政府間パネル | 世界           | 人為的気候変動（地球温暖化）についての問題点を広く知らしめ、気候変動防止に必要な措置への基盤を築くために努力したことに対して |
| 2007 |                             | アル・ゴア                   | アメリカ合衆国 | 人為的気候変動（地球温暖化）についての問題点を広く知らしめ、気候変動防止に必要な措置への基盤を築くために努力したことに対して |
| 2008 |                             | マルッティ・アハティサーリ   | フィンランド   | インドネシア・アチェ武装勢力の紛争解決への尽力に対して                                                                       |
| 2009 |                             | バラク・オバマ               | アメリカ合衆国 | 国際外交、および、諸民族間における協力強化のため、並外れた努力を払い、世界中の人々に、良き将来への希望を与えた               |

### 2010年代
| 年   | 受賞者名       | 受賞者名                       | 出身国           | 受賞理由 |
| ---- | -------------- | ------------------------------ | ---------------- | --- |
| 2010 |                | 劉暁波                         | 中国             | 中国の基本的人権確立のために長期にわたる非暴力の闘いを継続した                                                   |
| 2011 |                | エレン・ジョンソン・サーリーフ | リベリア         | 平和構築活動に女性が安全かつ全面的に参加できるよう求めて非暴力の活動を行った                                     |
| 2011 | レイマ・ボウィ |                                | リベリア         | 平和構築活動に女性が安全かつ全面的に参加できるよう求めて非暴力の活動を行った                                     |
| 2011 |                | タワックル・カルマン           | イエメン         | 平和構築活動に女性が安全かつ全面的に参加できるよう求めて非暴力の活動を行った                                     |
| 2012 |                | 欧州連合                       | 欧州連合         | 欧州地域の安定および協調路線を図る取り組みを評価して                                                             |
| 2013 |                | 化学兵器禁止機関               | 世界             | 化学兵器の排除のための多大な努力                                                                                 |
| 2014 |                | マララ・ユスフザイ             | パキスタン       | 児童と青年に対する抑圧に対する戦いとすべての児童のための教育への権利への貢献を称えて                             |
| 2014 |                | カイラシュ・サティーアーティ   | インド           | 児童と青年に対する抑圧に対する戦いとすべての児童のための教育への権利への貢献を称えて                             |
| 2015 |                | チュニジア国民対話カルテット   | チュニジア       | ジャスミン革命後の民主化への貢献に対して                                                                         |
| 2016 |                | フアン・マヌエル・サントス     | コロンビア       | 50年以上にわたったコロンビア内戦の終結に向けた決然たる努力に対して                                               |
| 2017 |                | 核兵器廃絶国際キャンペーン     | スイス           | 核兵器の使用による、人類への壊滅的な結果に注目を集めさせ、その廃絶のための条約締結を達成した画期的な努力に対して |
| 2018 |                | デニス・ムクウェゲ             | コンゴ民主共和国 | 戦場や紛争地域において兵器として用いられる戦時性暴力を終結させるための努力に対して                               |
| 2018 |                | ナーディーヤ・ムラード         | イラク           | 戦場や紛争地域において兵器として用いられる戦時性暴力を終結させるための努力に対して                               |
| 2019 |                | アビィ・アハメド               | エチオピア       | 平和と国際協力を達成するための努力、殊に隣国エリトリアとの国境紛争を解決するための決定的な指導力に対して         |

### 2020年代
| 年   | 受賞者名 | 受賞者名                   | 出身国     | 受賞理由 |
| ---- | -------- | -------------------------- | ---------- | --- |
| 2020 |          | 国際連合世界食糧計画       | 世界       | 飢餓克服への努力、紛争地域の平和のための貢献、そして飢餓を戦争や紛争の武器として使用することを防ぐための努力において原動力としての役割を果たしたことに対して                                                                           |
| 2021 |          | マリア・レッサ             | フィリピン | 民主主義と恒久的な平和の前提条件である表現の自由を守るための努力に対して |
| 2021 |          | ドミトリー・ムラトフ       | ロシア     | 民主主義と恒久的な平和の前提条件である表現の自由を守るための努力に対して |
| 2022 |          | アレシ・ビャリャツキ       | ベラルーシ | 母国における市民社会の代表として、長年にわたり、権力を批判し、市民の基本的人権を守るための権利を促進し、また、戦争犯罪、人権侵害、権力の濫用を記録する多大な努力によって、平和と民主主義のために、市民社会の重要性を示したことに対して |
| 2022 |          | メモリアル                 | ロシア     | 母国における市民社会の代表として、長年にわたり、権力を批判し、市民の基本的人権を守るための権利を促進し、また、戦争犯罪、人権侵害、権力の濫用を記録する多大な努力によって、平和と民主主義のために、市民社会の重要性を示したことに対して |
| 2022 |          | 市民自由センター           | ウクライナ | 母国における市民社会の代表として、長年にわたり、権力を批判し、市民の基本的人権を守るための権利を促進し、また、戦争犯罪、人権侵害、権力の濫用を記録する多大な努力によって、平和と民主主義のために、市民社会の重要性を示したことに対して |
| 2023 |          | ナルゲス・モハンマーディ   | イラン     | イランにおける女性への弾圧に抵抗し、すべての人々の人権と自由を促進するための戦いに対して |
| 2024 |          | 日本原水爆被害者団体協議会 | 日本       | 核兵器のない世界の実現に長年にわたって努力し、核兵器が二度と使われてはならないことを証言を通じて示してきた」こと、また「並外れた努力が核のタブーの確立に大きく貢献した」ことに対して                                                   |